# Is Everybody Listening?
Albums de Supertramp
It Was The Best of Times
(1999) Slow Motion
(2002)
Is Everybody Listening? est le 4e album live du groupe pop-rock britannique Supertramp, enregistré en 1975 (une erreur sur la pochette indique 1976 à Cleveland, Ohio) au Hammersmith Odeon de Londres et sorti en 2001 avec la formation dite « classique » du groupe.

## Titres
Toutes les chansons sont écrites par Rick Davies et Roger Hodgson.
1. School – 6:17 ♣
2. Bloody Well Right – 6:50 ♦
3. Hide in Your Shell – 6:52 ♠
4. Asylum  – 7:05 ♣
5. Sister Moonshine – 5:21 ♠
6. Just a Normal Day – 4:09 ♣
7. Another Man's Woman – 7:47 ♦
8. Lady – 8:58 ♠
9. Dreamer – 3:30 ♣
10. Rudy – 7:25 ♣
11. If Everyone Was Listening – 4:35 ♠
12. Crime Of The Century  – 6:08 ♦

- ♣ chanté par Rick Davies et Roger Hodgson
- ♦ chanté par Rick Davies
- ♠ chanté par Roger Hodgson

## Musiciens
- Rick Davies - chant, claviers, piano, piano électrique, harmonica
- Roger Hodgson - chant, guitares acoustique et électrique, piano électrique, piano, claviers
- John A. Helliwell - saxophones, clarinette, claviers, chœurs
- Dougie Thomson - basse, chœurs
- Bob C. Benberg - batterie